# Фібі Герст
Фібі Елізабет Аппертон Герст (англ. Phoebe Elizabeth Apperson Hearst, 3 грудня 1842 — 13 квітня 1919) — американська меценатка, феміністка (суфражистка), світська левиця, член Жіночого соціально-політичного союзу.

## Біографія
Народилася в окрузі Франклін штату Міссурі. У 19 років одружилася з Джорджем Герстом, що пізніше став сенатором Сполучених Штатів. Незабаром після весілля пара переїхала до Каліфорнії, у Сан-Франциско, де Фібі народила сина Вільяма, що став газетним магнатом.
У 1880-х роках була активною меценаткою. Зокрема, була основною спонсоркою і директором асоціації дитячих садків «Золоті ворота», а також першим президентом каліфорнійського «Клубу століття». Крім того, була головною благодійницею Каліфорнійського університету в Берклі і першою в його історії жінкою-регенткою. З 1897 року входила до складу ради до кінця життя. Крім того, в 1897 році брала активну участь у створенні Національного конгресу матерів, що став попередником Національної асоціації батьків і вчителів. У 1900 році співзаснувала Національну кафедральну школу; публічна початкова школа поряд з цією установою названа на її честь.
У 1898 році Герст змінила свої релігійні переконання: будучи до цього прихожанкою Камберлендської пресвітеріанської церкви, вона звернулася до віри багаї і згодом зіграла важливу роль у поширенні цієї релігії на території Сполучених Штатів. 14 грудня 1889 року прибула на територію османської Палестини (нині Ізраїль), здійснивши паломництво в Акку та Хайфу. Пізніше описала ці події як «Ці три дні були такими, що найбільш запам'яталися в моєму житті».
Померла 13 квітня 1919 року від іспанського грипу у віці 76 років. Похована в Каліфорнії, в меморіальному парку Кіпресс-Лаун міста Кольма, округ Сан-Матео, Каліфорнія поряд зі своїм чоловіком.